# Oxypetalum lynchianum
Oxypetalum lynchianum är en oleanderväxtart som beskrevs av T. Meyer. Oxypetalum lynchianum ingår i släktet Oxypetalum och familjen oleanderväxter. Inga underarter finns listade i Catalogue of Life.